# قلعه الموت

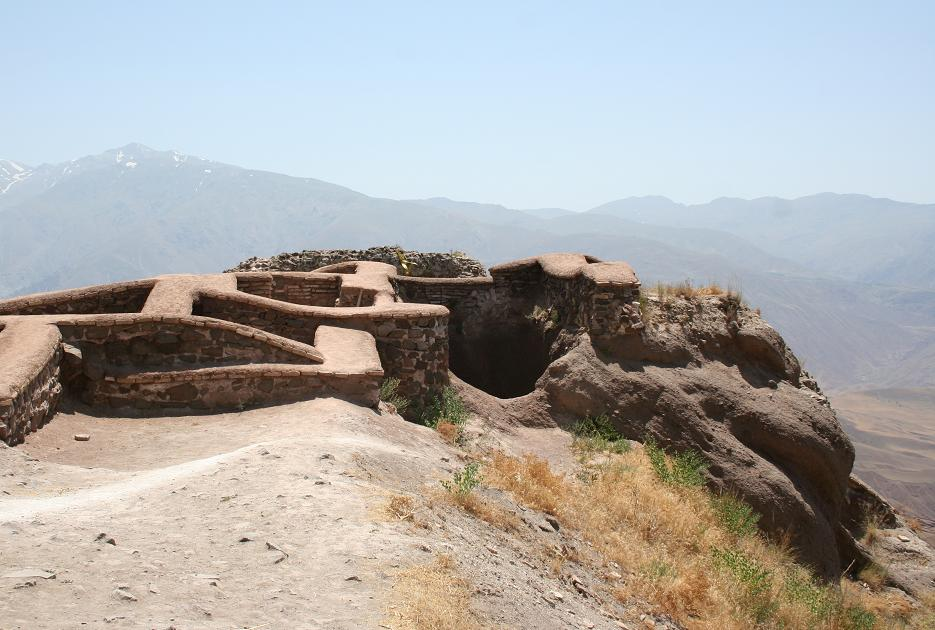
بقایای قلعه الموت

قلعهٔ اَلَموت (الموت: به معنای آشیانهٔ عقاب) یکی از قلعه‌های تاریخی ایران است که بخش‌های زیادی از آن ویران شده و آثاری از آن برجا مانده است. دژ الموت در منطقهٔ الموت قزوین، شمال شرقی روستای گازرخان و در فاصلهٔ حدود ۱۰۵ کیلومتری از قزوین قرار دارد. موقعیت قلعه بر فراز صخره‌ای به بلندای ۲٬۱۶۳ متر از سطح دریا که بلندی صخره از زمین‌های پیرامون خود ۲۰۰ متر و گسترهٔ دژ ۲۰٬۰۰۰ متر مربع می‌باشد که بنا به قول عطاملک جوینی به شکل شتر خوابیده است. این صخره با شیب تند و پرتگاه‌های عمیق و خطرناک و غیرقابل دسترسی است که بخشی از معماری استحکامات دژ را تشکیل می‌دهد. این کوهستان از نرمه‌گردن (میانهٔ نرمه‌لات و گرمارود) آغاز شده و به طرف غرب ادامه پیدا کرده است. صخره‌های پیرامون قلعه که رنگ سرخ و خاکستری دارند، در جهت شمال شرقی به جنوب غربی کشیده شده‌اند.
الموت از نظر طبیعی صخرهٔ برج‌گونه‌ای دارای دامنه‌های شیب‌دار است؛ قلهٔ آن به حدی بزرگ است که می‌توانند بر روی آن ساختمان‌هایی ایجاد کنند. بدین ترتیب، قلعهٔ الموت که بر روی این کوه بنا شده بود، در منطقه‌ای کوهستانی و استراتژیک قرار داشت و دسترسی به آن ساده نبود. قلعه مشرف به راه کوتاهی بین قزوین و مازندران بود و نظارت بر آن، جادهٔ بین عراق عجم و مازندران را می‌بست. ساکنان این منطقه جنگجو و دارای گرایش شیعی بودند.
قلعهٔ الموت مقرّ حسن صباح، بنیان‌گذار اسماعیلیان الموت، { مبارزین حشاشین }بود. اسماعیلیان به راحتی در اواخر پاییز سال ۴۸۳ ه‍.ق / ۱۰۹۰ م قلعه را به دست گرفتند. صباح پس از سال ۴۸۵ ه‍.ق / ۱۰۹۲ م؛ یعنی در دوران نزاع‌های خانگی سلجوقیان، الموت را به شکل غیرقابل دسترسی سازمان داد؛ استحکامات قلعه را توسعه داد و انبارهای بسیار بزرگی برای آذوقه و تدارکات خود ترتیب داد. گفته شده است او انبارهایی را در دل کوه حفر کرد که مقدار فراوانی غذا در آن نگهداری می‌شد، بدون این که ضایع شود. همچنین سیستم آبیاری در مزارع اطراف الموت تشکیل داد و قلعه را از نظر طبیعی بی‌نیاز کرد به شکلی که الموت توان مقاومت در برابر محاصره‌های طولانی‌مدت را داشته باشد و تسخیرناپذیر باشد. پس از مدت کوتاهی سپاه سلجوقی به فرماندهی امیر یورنتاش، که نواحی الموت جزو اقطاع او بود، به قلعهٔ الموت حمله کرد و از این زمان اسماعیلیان ایران وارد مبارزهٔ طولانی‌مدت با سلجوقیان شدند.

## موقعیت قلعه

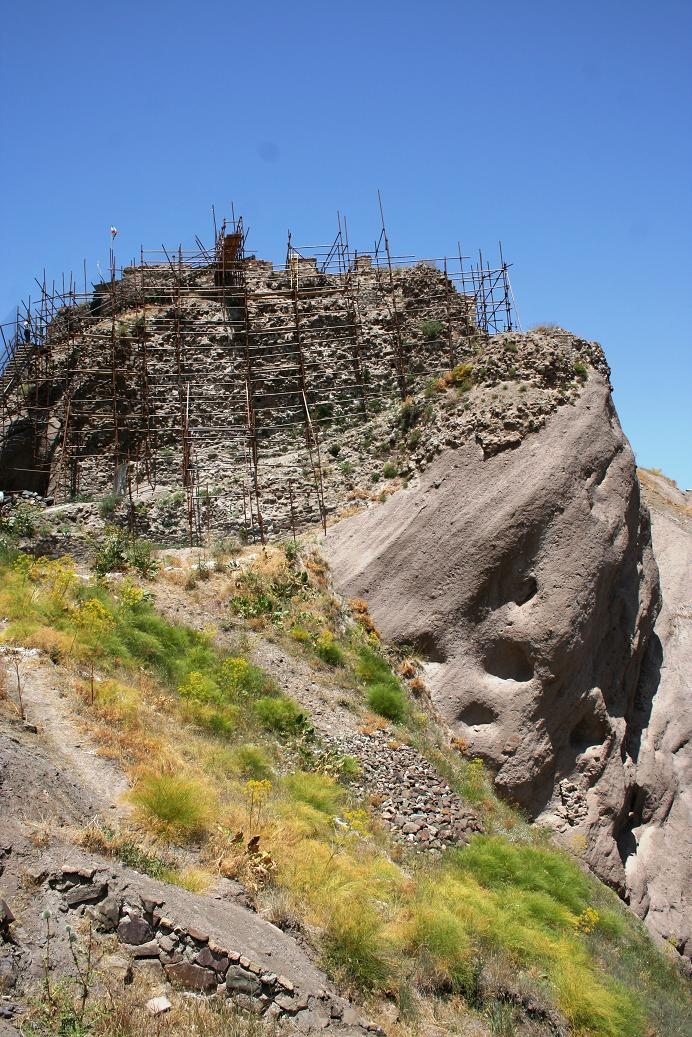
قلعهٔ الموت

پیرامون دژ از هر سو پرتگاه است و تنها راه ورود به قلعه در انتهای ضلع شمال شرقی است که کوه هودکان با فاصله‌ای نسبتاً زیاد بر آن مشرف است. این قلعه یکی از جاذبه‌های گردشگری الموت و استان قزوین محسوب می‌شود. این دژ به عنوان پایگاه مرکزی فعالیت حسن صباح بنیادگذار حکومت نزاریه اسماعیلیان (حشاشین) و دیگر رهبران آن‌ها به‌شمار می‌رفت. به دلیل شرایط سخت جغرافیایی، این دژ از دسترسی خلفای بغداد و سپاهیانش به دور بود و دستیابی یا اشغال آن بسیار سخت بود.
امروزه بخش بزرگی از برج و باروی این بنای سترگ ویران شده است. برماندهای این اثر تاریخی در تاریخ ۱۲ بهمن ۱۳۸۱ با شمارهٔ ثبت ۷۲۵۲ به‌عنوان یکی از آثار ملی ایران به ثبت رسیده است.

## معماری قلعه

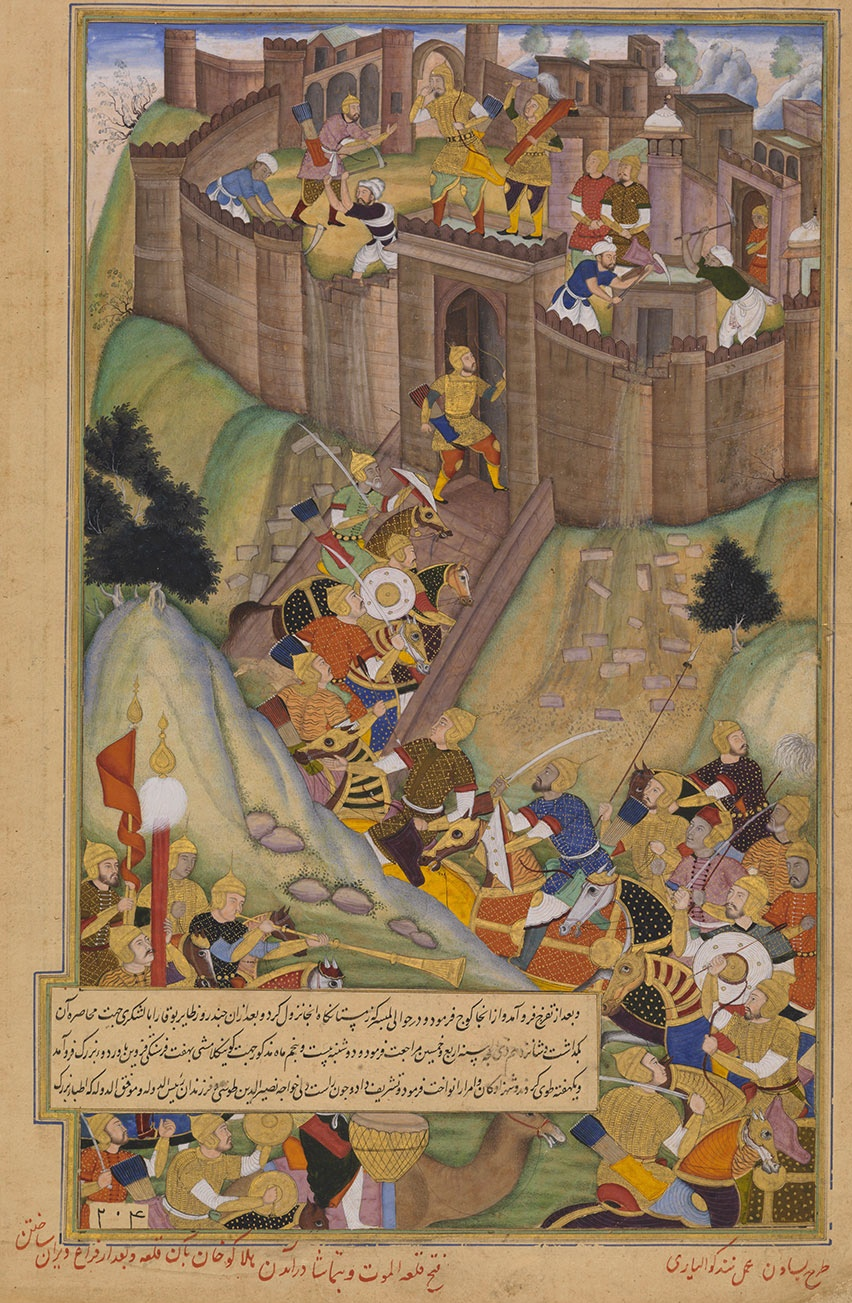
دژ الموت؛ مینیاتور سده ۱۵ میلادی

موقعیت الموت در زمان علویان طبرستان

قلعهٔ الموت را مردم محل «قلعه حسن» می‌نامند. این قلعه از دو بخش غربی و شرقی تشکیل شده است. قسمت باختری که دارای ارتفاع بیش‌تری است به نام جورقلا (یعنی قلعه بالا) و پیلاقلا (یعنی قلعه بزرگ) خوانده می‌شود. طول قلعه حدود ۱۲۰ متر و عرض آن در نقاط مختلف بین ۱۰ تا ۳۵ متر متغیر است. دیوار شرقی قلعه بالا یا قلعهٔ بزرگ که از سنگ و ملات گچ ساخته شده است، کمتر از سایر قسمت‌ها آسیب دیده است. طول آن حدود ۱۰ متر و ارتفاع آن بین ۴ تا ۵ متر است. در طرف جنوب، در داخل صخره اتاقی کنده شده که محل نگهبانی بوده است. در جانب شرقی این اتاق، دیواری به ارتفاع ۲ متر وجود دارد که پی آن در سنگ کنده شده و پشت کار آن نیز از سنگ گچ بنا شده است و نمای آن از آجر می‌باشد. در جانب شمال غربی قلعه بالا نیز دو اتاق در داخل سنگ کوه کنده‌اند.
در اتاق اول، چاله آب کوچکی قرار دارد که اگر آب آن را کاملاً تخلیه بکنند، دوباره پرآب می‌شود. احتمال می‌دهند که این چاله با حوض جنوبی ارتباط داشته باشد. در پای این اتاق، دیوار شمالی قلعه به طول ۱۲ متر و پهنای ۱ متر قرار دارد که از سطح قلعه پایین‌تر واقع شده است و پرتگاه مخوفی دارد. در جانب جنوب غربی این قسمت قلعه، حوضی به طول ۸ متر و عرض ۵ متر در سنگ کنده‌اند که هنوز هم بر اثر بارندگی‌های زمستان و بهار پر از آب می‌شود. در کُنج جنوب‌غربی این حوض، درخت تاک کهن‌سالی که همچنان سبز و شاداب است، جلب توجه می‌کند.
این قسمت از قلعه، به احتمال زیاد، همان محلی است که حسن صباح مدت ۳۵ سال در آن اقامت داشته و پیروان خود را رهبری می‌نموده است. در جانب شرقی قلعه، پاسداران قلعه و خانوادهٔ آن‌ها ساکن بوده‌اند. در حال حاضر، آثار کمی از دیوار جنوبی این قسمت باقی‌مانده است. در جانب شمال این دیواره، ۱۰ آخور برای چارپایان، در داخل سنگ کوه کنده شده است. گذشته از آثار دیوار جنوبی، دیوار غربی این قسمت به ارتفاع ۲ متر هم چنان پابرجاست؛ ولی از دیوار شرقی اثری دیده نمی‌شود. در این سمت، سه آب‌انبار کوچک در دل سنگ کنده‌اند و چند اتاق نیز در سنگ ساخته شده که در حال حاضر ویران شده‌اند. بین دو قسمت قلعه؛ یعنی قلعه‌بالا و پایین، میدانگاهی قرار دارد که بر گرداگرد آن، دیواری محوطه قلعه را به دو قسمت تقسیم کرده است. در حال حاضر، در میان میدان آثار فراوانی به صورت توده‌های سنگ و خاک مشاهده‌می‌شود که بی‌شک باقی‌مانده بناها و ساختمان‌های فراوانی است که در این محل وجود داشته که اکنون ویران گشته‌اند.
به‌طور کلی باید گفت، قلعه‌الموت که دو قلعه بالا و پایین را در بر می‌گیرد، به صورت بنای سترگی بر فراز صخره‌ای سنگی بنا شده و دیوارهای چهارگانه آن به تبعیت از شکل و وضع صخره‌ها ساخته شده‌اند؛ از این‌رو عرض آن به‌خصوص در قسمت‌های مختلف فرق می‌کند. از برج‌های قلعه، سه برج گوشه‌های شمالی و جنوبی و شرقی همچنان برپای‌اند و برج گوشه شرقی آن سالم‌تر است. دروازه و تنها راه ورود به قلعه در انتهای ضلع شمال‌شرقی قرار دارد. مدخل راه منتهی به دروازه، از پای برج شرقی است و چند متر پایین‌تر از آن واقع شده است. در این محل، تونلی به موازات ضلع جنوب‌شرقی قلعه به طول ۶ متر و عرض ۲ متر و ارتفاع ۲ متر در دل‌سنگ‌ها کنده شده است. با گذشتن از این تونل، برج جنوبی قلعه و دیوار جنوب‌غربی آن، که روی شیب تخته سنگ ساخته شده است، نمایان می‌گردد.
این دیوار بر دشت وسیع گازرخان که در جنوب قلعه قرار دارد، مشرف است؛ به نحوی که درهٔ الموت و رود جاری دیده می‌شود. راه ورود به قلعه با گذشتن از کنار برج شرقی و پای ضلع جنوب‌شرقی، به طرف برج شمالی می‌رود. از آنجا که راه ورود آن در امتداد دیوار، میان دو برج شمالی و شرقی، واقع شده است استحکامات این قسمت، از سایر قسمت‌ها مفصل‌تر است و آثار برج‌های کوچک‌تری در فاصله دو برج مزبور دیده می‌شود. دیوارهای اطراف قلعه و برج‌ها، در همه جا، دارای یک دیوار پشت‌بندی است که ۸ متر ارتفاع دارد و به موازات دیوار اصلی بنا شده است و ضخامت آن به ۲ متر می‌رسد. از آنجا که در تمام طول سال، گروه زیادی در قلعه سکونت داشته به آب فراوان نیاز داشته‌اند؛ سازندگان قلعه با هنرمندی خاصی اقدام به ساخت آب انبارهایی کرده‌اند و به کمک آب‌روهایی که در دل سنگ، از فاصلهٔ دور، آب را بر این آب انبارها جاری می‌نموده‌اند.
در پای کوه‌الموت، در گوشهٔ شمال‌شرقی، غار کوچکی که از آب‌روی مجراهای قلعه بوده، دیده‌می‌شود. آب قلعه از چشمه کلدر که در دامنهٔ کوه شمال قلعه قرار دارد، تأمین می‌شده است. مصالح قسمت‌های مختلف قلعه، سنگ، ملات‌گچ، آجر، کاشی و تن‌پوشه‌های سفالی به قطر ۱۰ سانتی‌متر است. آجرهای بنا که مربع شکل و به ضلع ۲۱ سانتی‌متر و ضخامت ۵ سانتی‌مترند، در روکار بنا به کار برده‌شده‌اند. در ساختمان دیوارها، برای نگهداری دیوارها و متصل کردن قسمت‌های جلو برج‌ها به قسمت‌های عقب، در داخل کار، کلاف‌های چوبی به‌طور افقی به کار برده‌اند. از جمله قطعات کوچک کاشی که در ویرانه‌های قلعه به دست آمده، قطعه‌ای است به رنگ آبی‌آسمانی با نقش صورت آدمی که قسمتی از چشم و ابرو و بینی آن کاملاً واضح است. امروزه در دامنهٔ جنوبی کوه‌هودکان که در شمال کوه قلعه‌الموت واقع شده است، خرابه‌های بسیاری دیده می‌شود که نشان می‌دهد روزگاری بر جای این خرابه‌ها، ساختمان‌های بسیاری وجود داشته است.
در حال حاضر، اهالی محل خرابه‌های این محوطه را دیلمان‌ده، اغوزبن، خرازرو و زهیرکلفی می‌نامند. همچنین در سمت غرب قلعه، قبرستانی قدیمی معروف به اسبه‌کله‌چال وجود دارد که در بالای تپهٔ مجاور آن، بقایای چند کورهٔ آجرپزی نمایان است. در قلهٔ کوه‌هودکان نیز پیه‌سوزهای سفالین کهن به دست آمده است. سالِ بنای قلعه‌الموت در کتاب نزهةالقلوب حمدالله مستوفی، سال ۲۴۶ هجری قمری ذکر شده که هم‌زمان با خلافت متوکل خلیفهٔ عباسی می‌باشد.

## امکانات دفاعی
تنها راه ورود به قلعهٔ الموت در انتهای ضلع شمال شرقی، چند متر پایین‌تر از برج شرقی دژ واقع شده که کوه‌هودکان با فاصلهٔ نسبتاً زیاد بر آن مشرف است. در این محل تونلی در تخته سنگ بریده شده که دارای ۶ متر طول، ۲ متر عرض و ۲ متر ارتفاع است. در دامنهٔ جنوبی کوه قلعه، خندقی به طول تقریبی ۵۰ متر و ۲ متر عرض کنده و آن را از آبی که از داخل قلعه می‌آمده پر می‌کرده‌اند تا هیچ راه نفوذی از آن جبهه متصور نباشد. بر روی دامنه‌های دیگر نیز هرجا بیم بالا رفتن مهاجمان می‌رفته خندق‌هایی کنده شده و دیوار بالایی آن‌ها را مورب برآورده‌اند تا امکان هر عبوری را محدود نماید.

## ویرانی قلعه
این قلعه در سال ۶۵۴ هجری قمری به‌دستور هلاکوخان مغول به آتش کشیده و ویران شد و از آن پس به‌عنوان تبعیدگاه و زندان مورد استفاده قرار گرفت. در همان زمان براندازی اسماعیلیان و انهدام قلعه الموت، عطاملک جوینی توانست با جلب رضایت هلاکوخان، قسمتی از آثار کتابخانه را از نابودی نجات دهد. همچنین از سال ۹۳۰ هجری قمری و ابتدای حکومت شاه تهماسب صفوی تا سال ۱۰۰۶ هجری قمری قلعه کالبدی سالم داشته است. حفاری‌هایی که در دورهٔ قاجار برای یافتن گنج در قلعهٔ الموت انجام شده، سبب ویرانی آن شده است.

## حاکمیت قلعه
حمدالله مستوفی دربارهٔ این قلعه گفته است که این بنا به دست داعی الی الحق حسن بن زید بنا شده است. حسن صباح در سال۴۸۳ هجری قمری این قلعه را تصرف کرد و اکنون دژ به نام دژ حسن صباح نیز نامیده می‌شود. عمده شهرت دژ به علت فعالیت‌های نظامی-امنیتی حسن صباح در آن بوده است.